# Route nationale 553
Pour les articles homonymes, voir Route 553.
La route nationale 553 ou RN 553 était une route nationale française reliant Bras-d'Asse à Riez. À la suite de la réforme de 1972, elle a été déclassée en RD 953.

## Ancien tracé de Bras-d'Asse à Riez (D 953)
- Bras-d'Asse (km 0)
- Puimoisson (km 9)
- Riez (km 16)